# Eibelstadt
Eibelstadt est une ville allemande, située en Bavière, dans l'arrondissement de Wurtzbourg.